# Anthony Davis
Anthony Davis Jr. (født 11. marts 1993 i Chicago) er en amerikansk basketballspiller som spiller for Dallas Mavericks  i National Basketball Association (NBA). Hans spiller som Power Forward og alternativt som Center. Davis spillede college basket i Kentucky indtil han meldte sig til NBA draften som 19 årig, og blev valgt af Hornets som 1 overall pick i 2012. Davis blev NBA All-star i 2014, og blev hurtigt anerkendt for sit overbevisende forsvarsspil. I sæsonen 2014-15, har han snittet NBA's højeste PER (Player Efficiency Rating), og betragtes som kandidat til Most Valuable Player prisen.

## Landsholdet
Anthony Davis var med til OL 2012 for USA. På det tidspunkt havde han endnu ikke spillet i NBA, og amerikanerne havde i mange år stort set stillet til OL udelukkende med etablerede NBA-spillere, men som følge af en række skader på de forhåndsudtagne spillere blev Antony valgt i sidste øjeblik. Han var den blot tredje uden NBA-erfaring på det amerikanske landshold siden 1992. Han blev dog kun sendt på banen når kampen var afgjort. Siden NBA-spillernes indtog ved OL havde amerikanske hold vundet guld ved hvert OL, bortset fra 2004, så de var favoritter ved det OL. De vandt da også deres indledende runde med lutter sejre, hvorpå de besejrede Australien i kvartfinalen og Argentina i semifinalen. I finalen mødte de Spanien, og det blev en ret lige kamp, indtil amerikanerne i de sidste minutter trak fra og vandt med 107-100 og dermed sikrede sig endnu en guldmedalje, mens Spanien fik sølv og Rusland bronze.
Anthony var også med på det amerikanske landshold, der vandt guld ved World Cup 2014.